# Eero
Eero är ett finskt mansnamn. Bland kända personer med namnet finns:
- Eero Aarnio, finländsk formgivare och möbeldesigner
- Eero Erkko, finländsk tidningsman och politiker
- Eero Haapalainen, finländsk fackföreningsledare och rödgardist
- Eero Heinonen, finländsk musiker; basist i The Rasmus
- Eero Heinonen, finländsk pianist
- Eero Heinäluoma, finländsk politiker (socialdemokrat)
- Eero Huovinen, finländsk biskop
- Eero Järnefelt, finländsk målare
- Eero Kolehmainen, finländsk längdskidåkare
- Eero Lauresalo, finländsk musiker
- Eero Lehtinen, finländsk biskop
- Eero Milonoff, finländsk skådespelare
- Eero Mäntyranta, finländsk längdåkare
- Eero Nelimarkka, finländsk målare
- Eero Yrjö Pehkonen, finländsk politiker och senator
- Eero Rydman, finländsk politiker
- Eero Saarinen, finländsk-amerikansk arkitekt
- Eero Sjöström, finländsk kemist och professor
- Eero Somervuori, finländsk ishockeyspelare
- Eero Tala, finländsk läkare och professor
- Eero Tarasti, finländsk musikverare och semiotiker
- Eero Vepsälä, finländsk skådespelare och sångtextförfattare
- Eero Väre, finländsk sångare och musiker